# 越荷方
越荷方（こしにかた）は長州藩が設置した、下関海峡を通して上方に物資を輸送する運送業者に向け資金を貸し出し、利息を取ることなどで利益を得るための役所である。

## 概要
下関海峡は船舶を用いて、日本海側や九州地方から大坂や京へ物資を搬送する際に通過する拠点であった。ここに倉庫を建設し、貨物船が輸送する物資を抵当として金銭の貸し付けを行ったり、倉庫への貯蔵や委託販売を請け負ったりした機関であり、ここから長州藩は多大な利益を得た。すなわち金銭を貸し出し利益を得るほかに、大坂の市場の値によって、貨物船から預かった物資を売ることで、高値の際に利益を得ていた。1840年11月に越荷方を拡大しており、ここから本格的に事業を開始したとみられている。
村田清風は拡大に先立つ1840年9月7日に、この事業を「下関八幡方役所へ越荷方兼被仰付、四扇・九州より奥羽・北国之米穀・綿・干鰯等、大立物幾千石より乃至百石・一九十石迄所質物取極、御貸銀被仰付候ハマ、もヵも外之利足を以、御国中を培養被仰付候、御官国之術にも相当可申壟。」と言及している。